# Prêmio de Mangá Kodansha
O Prêmio de Mangá Kodansha (講談社漫画賞, Kōdansha Manga Shō) é um prêmio anual para mangás publicados no ano anterior ao do evento. É patrocinado pela editora Kodansha. Atualmente, há premiação em quatro categorias: kodomo, shōnen, shōjo e geral.

## Categorias
O prêmio foi originalmente chamado de Prêmio de Mangá Infantil da Kodansha (講談社児童まんが賞, Kōdansha Jidō Manga Shō) até 1968. Em 1970, foi nomeado Prêmio Cultural Kodansha: Categoria de Mangá Infantil (講談社出版文化賞 児童まんが部門, Kōdansha Shuppan Bunka Shō: Jidō Manga Bumon). A segunda versão durou até 1976. Depois disso, a empresa decidiu criar várias categorias.
O prêmio já foi concedido em quatro categorias: shōnen, shōjo, kodomo e geral. O prêmio foi formalizado na cerimônia atual, inicialmente oferecendo categorias apenas para shōnen e shōjo em 1977. O primeiro prêmio da categoria geral foi em 1982, e o primeiro prêmio da categoria kodomo foi em 2003. A categoria infantil foi incorporada às categorias shōnen e shōjo a partir de 2015.
Cada trabalho vencedor será homenageado com uma estatueta de bronze, um certificado e um prêmio de 1 milhão de ienes (cerca de R$ 41 411,60).

## Premiações
| N° | Ano  | Kodomo                                                             | Shōnen                                                                        | Shōjo                                                                         | Geral | Ref.        |
| -- | ---- | ------------------------------------------------------------------ | ----------------------------------------------------------------------------- | ----------------------------------------------------------------------------- | --- | ----------- |
| 1  | 1977 | —                                                                  | Black Jack, Osamu Tezuka The Three-Eyed One, Osamu Tezuka (empate)            | Haikara-san ga Tōru, Waki Yamato Candy Candy, Kyoko Mizuki e Yumiko Igarashi  | — | [ 1 ]       |
| 2  | 1978 | —                                                                  | Football Hawk, Noboru Kawasaki                                                | Seito Shokun!, Yōko Shōji                                                     | — | [ 1 ]       |
| 3  | 1979 | —                                                                  | Tonda Couple, Kimio Yanagisawa                                                | The Star of Cottonland, Yumiko Ōshima                                         | — | [ 1 ]       |
| 4  | 1980 | —                                                                  | Susa-no-O, Gō Nagai                                                           | Lemon Report, Mayumi Yoshida                                                  | — | [ 1 ]       |
| 5  | 1981 | —                                                                  | Sanshirō of 1, 2, Makoto Kobayashi                                            | Ohayō! Spank, Shun'ichi Yukimuro e Shizue Takanashi                           | — | [ 1 ]       |
| 6  | 1982 | —                                                                  | Gakuto Retsuden, Motoka Murakami                                              | Yōkihi-den, Suzue Miuchi                                                      | Karyūdo no Seiza, Machiko Satonaka                                                                       | [ 1 ]       |
| 7  | 1983 | —                                                                  | The Kabocha Wine, Mitsuru Miura                                               | Hi Izuru Tokoro no Tenshi, Ryoko Yamagishi                                    | P.S. Genki Desu, Shunpei, Fumi Saimon                                                                    | [ 1 ]       |
| 8  | 1984 | —                                                                  | Bats & Terry, Yasuichi Ōshima                                                 | Lady Love, Hiromu Ono                                                         | Akira, Katsuhiro Otomo                                                                                   | [ 1 ]       |
| 9  | 1985 | —                                                                  | Bari Bari Densetsu, Shuichi Shigeno                                           | —                                                                             | Okashina Futari, Jūzō Yamasaki e Kei Sadayasu Mahiro Taiken, Naomi Nishi                                 | [ 1 ]       |
| 10 | 1986 | —                                                                  | Kotaro Makaritoru, Tatsuya Hiruta                                             | Yūkan Club, Yukari Ichijō                                                     | Adolf, Osamu Tezuka What's Michael?, Makoto Kobayashi                                                    | [ 1 ]       |
| 11 | 1987 | —                                                                  | Ironfist Chinmi, Takeshi Maekawa                                              | Nana Iro Majikku, Yū Asagiri                                                  | Actor, Kaiji Kawaguchi                                                                                   | [ 1 ]       |
| 12 | 1988 | —                                                                  | Mister Ajikko, Daisuke Terasawa                                               | Junjō Crazy Fruits, Akemi Matsunae                                            | Bonobono, Mikio Igarashi Be-Bop High School, Kazuhiro Kiuchi                                             | [ 1 ]       |
| 13 | 1989 | —                                                                  | Meimon! Daisan Yakyūbu, Toshiyuki Mutsu                                       | Chibi Maruko-chan, Momoko Sakura Shiratori Reiko de Gozaimasu!, Yumiko Suzuki | Komikku Shōwa-Shi, Shigeru Mizuki                                                                        | [ 1 ]       |
| 14 | 1990 | —                                                                  | Shura no Mon, Masatoshi Kawahara                                              | Pride, Naka Marimura                                                          | The Silent Service, Kaiji Kawaguchi Gorillaman, Harold Sakuishi                                          | [ 1 ]       |
| 15 | 1991 | —                                                                  | Hajime no Ippo, George Morikawa                                               | Eien no Nohara, Mieko Ōsaka                                                   | Kachō Kōsaku Shima, Kenshi Hirokane Waru, Jun Fukami                                                     | [ 1 ]       |
| 16 | 1992 | —                                                                  | Kaze Hikaru: Koshien, Sanbachi Kawa e Tarō Nami                               | Uchi no Mama ga iu Koto ni wa, Mariko Iwadate                                 | Naniwa Kin'yūdō, Yūji Aoki                                                                               | [ 1 ]       |
| 17 | 1993 | —                                                                  | 3x3 Eyes, Yuzo Takada                                                         | Sailor Moon, Naoko Takeuchi                                                   | Parasyte, Hitoshi Iwaaki                                                                                 | [ 1 ]       |
| 18 | 1994 | —                                                                  | Shoot!, Tsukasa Ōshima                                                        | Kimi no Te ga Sasayaite iru, Junko Karube                                     | Tetsujin Ganma, Yasuhito Yamamoto                                                                        | [ 1 ]       |
| 19 | 1995 | —                                                                  | Kinda'ichi Case Files, Yōsaburō Kanari e Fumiya Sato                          | Sekai de Ichiban Yasashii Ongaku, Mari Ozawa                                  | Hanada Shōnen-shi, Makoto Isshiki                                                                        | [ 1 ]       |
| 20 | 1996 | —                                                                  | Shōta no Sushi, Daisuke Terasawa                                              | Tennen Kokekkō, Fusako Kuramochi                                              | Ping-Pong Club, Minoru Furuya                                                                            | [ 1 ]       |
| 21 | 1997 | —                                                                  | Ryūrōden, Yoshito Yamahara                                                    | Eight Clouds Rising, Natsumi Itsuki                                           | Dragon Head, Minetaro Mochizuki                                                                          | [ 1 ]       |
| 22 | 1998 | —                                                                  | GTO, Tooru Fujisawa                                                           | Kodocha, Miho Obana                                                           | Tobaku Mokushiroku Kaiji, Nobuyuki Fukumoto Sōten Kōro, King Gonta                                       | [ 1 ]       |
| 23 | 1999 | —                                                                  | Chameleon, Atsushi Kase                                                       | Peach Girl, Miwa Ueda                                                         | Wangan Midnight, Michiharu Kusunoki                                                                      | [ 1 ]       |
| 24 | 2000 | —                                                                  | Legendary Gambler Tetsuya, Fūmei Sai e Yasushi Hoshino                        | Guru Guru Pon-chan, Satomi Ikezawa                                            | Vagabond, Eiji Yoshikawa e Takehiko Inoue                                                                | [ 1 ]       |
| 25 | 2001 | —                                                                  | Love Hina, Ken Akamatsu                                                       | Fruits Basket, Natsuki Takaya                                                 | 20th Century Boys, Naoki Urasawa                                                                         | [ 1 ]       |
| 26 | 2002 | —                                                                  | Cromartie High School, Eiji Nonaka Beck, Harold Sakuishi (empate)             | Antique Bakery, Fumi Yoshinaga                                                | Zipang, Kaiji Kawaguchi                                                                                  | [ 1 ] [ 4 ] |
| 27 | 2003 | Mirmo!, Hiromu Shinozuka                                           | Kunimitsu no Matsuri, Yūma Andō e Masashi Asaki                               | Honey and Clover, Chica Umino Tramps Like Us, Yayoi Ogawa                     | The Life of the Genius Professor Yanagizawa, Kazumi Yamashita                                            | [ 1 ] [ 4 ] |
| 28 | 2004 | Ultra Ninja Scrolls, Kazuhiko Midō                                 | Shana Ō Yoshitsune, Hirofumi Sawada (empate)                                  | Nodame Cantabile, Tomoko Ninomiya                                             | Basilisk: The Kouga Ninja Scrolls, Fūtarō Yamada e Masaki Segawa                                         | [ 1 ] [ 4 ] |
| 29 | 2005 | Sugar Sugar Rune, Moyoco Anno                                      | Capeta, Masahito Soda                                                         | Oi Pītan!!, Risa Itō A Perfect Day for Love Letters, George Asakura           | Dragon Zakura, Mita Norifusa                                                                             | [ 1 ] [ 4 ] |
| 30 | 2006 | Kitchen Princess, Miyuki Kobayashi e Natsumi Andō                  | Air Gear, Oh! Great                                                           | Life, Keiko Suenobu                                                           | Mushishi, Yuki Urushibara                                                                                | [ 4 ]       |
| 31 | 2007 | Tenshi no Frypan, Etsushi Ogawa                                    | Sayonara Zetsubō Sensei, Kōji Kumeta Dear Boys: Act 2, Hiroki Yagami (empate) | I.S., Chiyo Rokuhana                                                          | Ōkiku Furikabutte, Asa Higuchi                                                                           |             |
| 32 | 2008 | Shugo Chara!, Peach-Pit                                            | Saikyō! Toritsu Aoizaka Kōkō Yakyūbu, Motoyuki Tanaka (empate)                | Kimi ni Todoke, Karuho Shiina                                                 | Moyashimon, Masayuki Ishikawa                                                                            |             |
| 33 | 2009 | Meitantei Yumemizu Kiyoshirō Jiken Note, Kaoru Hayamine e Kei Enue | Q.E.D., Motohiro Katou Fairy Tail, Hiro Mashima (empate)                      | Kiyoku Yawaku, Ryo Ikuemi                                                     | Ah! My Goddess, Kōsuke Fujishima                                                                         |             |
| 34 | 2010 | Inazuma Eleven, Ten'ya Yabuno                                      | Ace of Diamond, Yūji Terajima                                                 | Kuragehime, Akiko Higashimura                                                 | Giant Killing, Masaya Tsunamoto                                                                          |             |
| 35 | 2011 | Honto Ni Atta! Reibai Sensei, Hidekichi Matsumoto                  | Attack on Titan, Hajime Isayama                                               | Chihayafuru, Yuki Suetsugu                                                    | Sangatsu no Lion, Chica Umino Uchū Kyōdai, Chūya Koyama                                                  |             |
| 36 | 2012 | Watashi ni xx Shinasai!, Ema Toyama                                | Mashiro no Oto, Marimo Ragawa                                                 | Shitsuren Chocolatier, Setona Mizushiro                                       | Vinland Saga, Makoto Yukimura                                                                            |             |
| 37 | 2013 | Animal Land, Makoto Raiku                                          | Shigatsu wa Kimi no Uso, Naoshi Arakawa                                       | Ore Monogatari!!, Kazune Kawahara e Aruko                                     | Gurazeni, Yūji Moritaka e Keiji Adachi Prison School, Akira Hiramoto                                     |             |
| 38 | 2014 | Yo-Kai Watch, Noriyuki Konishi                                     | Baby Steps, Hikaru Katsuki                                                    | Taiyō no Ie, Ta'amo                                                           | Showa Genroku Rakugo Shinchū, Haruko Kumota                                                              |             |
| 39 | 2015 | —                                                                  | Nanatsu no Taizai, Nakaba Suzuki Yowamushi Pedal, Wataru Watanabe (empate)    | Nigeru wa Haji da ga Yaku ni Tatsu, Tsunami Umino                             | Knights of Sidonia, Tsutomu Nihei                                                                        | [ 5 ]       |
| 40 | 2016 | —                                                                  | Days, Tsuyoshi Yasuda                                                         | Watashi ga Motete Dōsunda, Junko                                              | Kōnodori, Yū Suzunoki                                                                                    | [ 6 ]       |
| 41 | 2017 | —                                                                  | Shōkoku no Altair, Kotono Katou                                               | P to JK, Maki Miyoshi                                                         | The Fable, Katsuhisa Minami                                                                              | [ 7 ]       |
| 42 | 2018 | —                                                                  | BEASTARS, Paru Itagaki                                                        | Tōmei na Yurikago, Bakka Okita                                                | Sanju Mariko, Yuki Ozawa Fragile Byōrii Kishi Keiichirō no Shoken, Saburō Megumi e Bin Kusamizu (empate) | [ 8 ]       |
| 43 | 2019 | —                                                                  | Go-Tōbun no Hanayome, Negi Haruba Fumetsu no Anata e, Yoshitoki Ōima (empate) | Perfect World, Rie Aruga                                                      | Kinō Nani Tabeta?, Fumi Yoshinaga                                                                        | [ 9 ]       |
| 44 | 2020 | —                                                                  | Tokyo Revengers, Ken Wakui                                                    | Boku to Kimi no Taisetsu na Hanashi, Robico                                   | Blue Period, Tsubasa Yamaguchi                                                                           | [ 10 ]      |
| 45 | 2021 | —                                                                  | Blue Lock, Muneyuki Kaneshiro e Yūsuke Nomura                                 | Hananoi-kun to Koi no Yamai, Megumi Morino                                    | Yuria-sensei no Akai Ito, Kiwa Irie                                                                      | [ 11 ]      |
| 46 | 2022 | —                                                                  | Tensei Shitara Slime Datta Ken, Fuse e Taiki Kawanaki                         | Hoshifuru Ōkoku no Nina, Rikachi                                              | Hakozume: Kōban Joshi no Gyakushū, Miko Yasu                                                             | [ 12 ]      |
| 47 | 2023 | —                                                                  | Shangri-La Frontier, Katarina e Ryosuke Fuji                                  | Ano Ko no Kodomo, Mamoru Aoi                                                  | Skip and Loafer, Misaki Takamatsu                                                                        | [ 13 ]      |
| 48 | 2024 | —                                                                  | Sōsō no Frieren, Kanehito Yamada e Tsukasa Abe                                | Kimi no Yokogao Miteita, Rumi Ichinohe                                        | Medalist, Tsurumaikada                                                                                   | [ 14 ]      |